# Полителия
Полители́я (др.-греч. πολυ- «много» + θηλή «грудной сосок»), также доба́вочные соски́, дополни́тельные соски́ — аномалия развития в виде увеличения количества сосков молочных желез по сосковой линии туловища.
Термин полителия применим к млекопитающим, в частности к человеку. Зачастую их принимают за родинки. Добавочные соски появляются вдоль двух вертикальных линий, проведенных через место расположения нормального соска и заканчивающихся в паховой области (обычно сосковая линия примерно совпадает со среднеключичной линией). Их классифицируют на восемь уровней развития, от простого пучка волос до миниатюрной молочной железы, способной выделять молоко. Иногда соски встречают на предплечье или ступнях.
Термин «полителия» следует отличать от полимастии — наличия добавочных молочных желез.